# I'm Gonna Be a Country Girl Again (musikalbum)
I'm Gonna Be a Country Girl Again är ett musikalbum av den kanadensiska sångerskan Buffy Sainte-Marie, utgivet 1968. Titellåten blev en stor hit i Sverige med Lena Andersson 1971.

## Låtlista
1. "I'm Gonna Be a Country Girl Again" - 2:59
2. "He's a Pretty Good Man If You Ask Me" - 2:29
3. "Uncle Joe" - 2:10
4. "A Soulful Shade of Blue" - 2:18
5. "From the Bottom of My Heart" - 2:34
6. "Sometimes When I Get to Thinkin'" - 3:01
7. "The Piney Wood Hills" - 3:08
8. "Now That the Buffalo's Gone" - 2:56
9. "They Gotta Quit Kickin' My Dawg Around" - 1:39
10. "Tall Trees in Georgia" - 3:33
11. "The Love of a Good Man" - 2:54
12. "Take My Hand for Awhile" - 2:34
13. "Gonna Feel Much Better When You're Gone" - 1:46